# ITF Women’s World Tennis Tour 2024 (April–Juni)
In den folgenden Tabellen werden die Tennisturniere des zweiten Quartals der ITF Women’s World Tennis Tour 2024 dargestellt.

## Turnierplan
| Kategorien            | Kategorien           |
| World Tennis Tour 25+ | World Tennis Tour 15 |
| --------------------- | -------------------- |
| W100                  | —                    |
| W75                   | —                    |
| W50                   | —                    |
| W35                   | —                    |
| —                     | W15                  |

### April 2024
| Datum 1 | Turnierort                                                                     | Siegerin Einzel           | Siegerinnen Doppel                                 |
| ------- | ------------------------------------------------------------------------------ | ------------------------- | -------------------------------------------------- |
| 01.04.  | Split W75 Split 2024                                                           | Jana Fett                 | Valentini Grammatikopoulou Prarthana Thombare      |
| 01.04.  | Florianópolis Circuito Banco BRB/Engie de Tênis Profissional – Engie Open 2024 | Raluca Șerban             | Marija Kononowa Marija Kosyrewa                    |
| 01.04.  | Kashiwa Kashiwa Open 2024                                                      | Wei Sijia                 | Ankita Raina Tsao Chia-yi                          |
| 01.04.  | Bujumbura                                                                      | Alice Tubello             | Weronika Falkowska Stéphanie Visscher              |
| 01.04.  | Jackson                                                                        | Katrina Scott             | Alicia Herrero Liñana Melany Solange Krywoj        |
| 01.04.  | Santa Margherita di Pula                                                       | Anastassija Soboljewa     | Martyna Kubka Sapfo Sakellaridi                    |
| 01.04.  | Hammamet                                                                       | Sara Cakarevic            | Carson Branstine Jekaterina Reingold               |
| 01.04.  | Scharm asch-Schaich                                                            | Fabienne Gettwart         | Wiktorija Michailowa Anastassija Poplawska         |
| 01.04.  | Antalya                                                                        | Alexandra Schubladse      | Nana Kawagishi Anastassija Solotarjowa             |
| 01.04.  | Telde                                                                          | Ariana Geerlings          | Tilwith Di Girolami Laïa Petretic                  |
| 01.04.  | Monastir                                                                       | Hina Inoue                | Jang Ga-eul Marija Tkatschowa                      |
| 08.04.  | Saragossa Zaragoza Open 2024                                                   | Moyuka Uchijima           | Miriam Kolodziejová Anna Sisková                   |
| 08.04.  | Bellinzona Pax Italia Bellinzona Ladies Open 2024                              | Loïs Boisson              | Jesika Malečková Conny Perrin                      |
| 08.04.  | Shenzhen Shenzhen Guangming Open 2024                                          | Gao Xinyu                 | Cho I-hsuan Cho Yi-tsen                            |
| 08.04.  | Bujumbura                                                                      | Weronika Falkowska        | Kamilla Bartone Sada Nahimana                      |
| 08.04.  | Osaka                                                                          | Sayaka Ishii              | Natsuho Arakawa Miho Kuramochi                     |
| 08.04.  | Scharm asch-Schaich                                                            | Tereza Valentová          | Salma Drugdová Zuzanna Pawlikowska                 |
| 08.04.  | Boca Raton                                                                     | Liv Hovde                 | Robin Anderson Elysia Bolton                       |
| 08.04.  | Santa Margherita di Pula                                                       | Anastassija Soboljewa     | Yvonne Cavalle-Reimers Aurora Zantedeschi          |
| 08.04.  | Hammamet                                                                       | Katharina Hobgarski       | Emma Léné Yasmine Mansouri                         |
| 08.04.  | Antalya                                                                        | Sonja Zhiyenbayeva        | Linda Ševčíková Karolína Vlčková                   |
| 08.04.  | Telde                                                                          | Ariana Geerlings          | Ida Johansson Jacqueline Nylander Altelius         |
| 08.04.  | Monastir                                                                       | Jenny Lim                 | Savanna Lý Nguyễn Michika Ozeki                    |
| 15.04.  | Chiasso Axion Open 2024                                                        | Julia Riera               | Emily Appleton Lena Papadakis                      |
| 15.04.  | Koper IFS Luka Koper Open 2024                                                 | Veronika Erjavec          | Veronika Erjavec Dominika Šalková                  |
| 15.04.  | Calvi Ladies Open de Calvi 2024                                                | Darja Snihur              | Urszula Radwanska Valentina Ryser                  |
| 15.04.  | Shenzhen Shenzhen Luohu Open 2024                                              | Lanlana Tararudee         | Arianne Hartono Prarthana Thombare                 |
| 15.04.  | Santa Margherita di Pula                                                       | Ayla Aksu                 | Lija Karatantschewa Eleni Christofi                |
| 15.04.  | Hammamet                                                                       | Alison van Uytvanck       | Julie Štruplová Xenija Saizewa                     |
| 15.04.  | Kuršumlijska Banja                                                             | Luisa Meyer auf der Heide | Bojana Marinković Dschulija Tersijska              |
| 15.04.  | Antalya                                                                        | Denisa Hindová            | Chantal Sauvant Natalia Siedliska                  |
| 15.04.  | Schymkent                                                                      | Xenija Laskutowa          | Assylschan Arystanbekowa Sandughasch Kenschibajewa |
| 15.04.  | Telde                                                                          | Gina Feistel              | Isis Louise van den Broek Sarah van Emst           |
| 15.04.  | Monastir                                                                       | Hina Inoue                | Marija Tkatschowa Milana Schabrailowa              |
| 22.04.  | Tokio Ando Securities Open Tokyo 2024                                          | Maddison Inglis           | Kimberly Birrell Su-jeong Jang                     |
| 22.04.  | Oeiras W100 Oeiras Ladies Open 2024                                            | Jana Fett                 | Francisca Jorge Matilde Jorge                      |
| 22.04.  | Charlottesville Boar's Head Resort Women's Open 2024                           | Louisa Chirico            | Emily Appleton Quinn Gleason                       |
| 22.04.  | Wuning Wuning Open 2024                                                        | Wang Qiang                | Rutuja Bhosale Paige Hourigan                      |
| 22.04.  | Lopota Lopota Tennis Open 2024                                                 | Ewjalina Laskewitsch      | Viktória Hrunčáková Tereza Valentová               |
| 22.04.  | Nottingham                                                                     | Mika Stojsavljevic        | Tamira Paszek Valentina Ryser                      |
| 22.04.  | Mosquera                                                                       | Yuliana Lizarazo          | Jazmín Ortenzi María José Portillo Ramírez         |
| 22.04.  | Hammamet                                                                       | Nina Vargova              | Jasmijn Gimbrère Schibek Qulambajewa               |
| 22.04.  | Santa Margherita di Pula                                                       | Andrea Lázaro García      | Martyna Kubka Eva Vedder                           |
| 22.04.  | Monastir                                                                       | Patricija Paukstyte       | Paris Corley Dasha Ivanova                         |
| 22.04.  | Telde                                                                          | Renata Jamrichova         | Michaela Bayerlová Stéphanie Visscher              |
| 22.04.  | Antalya                                                                        | Laura Hietaranta          | Natalia Siedliska Radka Zelníčková                 |
| 22.04.  | Schymkent                                                                      | Walerija Juschtschenko    | Anna Ureke Walerija Juschtschenko                  |
| 22.04.  | Kuršumlijska Banja                                                             | Dimitra Pavlou            | Karola Patricia Bejenaru Tea Nikcevic              |
| 29.04.  | Bonita Springs W100 Bonita Springs 2024                                        | Lulu Sun                  | Fanny Stollár Lulu Sun                             |
| 29.04.  | Wiesbaden Wiesbaden Tennis Open 2024                                           | Julia Riera               | Samantha Murray Sharan Laura Pigossi               |
| 29.04.  | Gifu Kangaroo Cup International Ladies Open Tennis 2024                        | Moyuka Uchijima           | Liang En-shuo Tang Qianhui                         |
| 29.04.  | Lopota W50 Lopota 2024                                                         | Darija Snihur             | Elysia Bolton Catherine Harrison                   |
| 29.04.  | Santa Margherita di Pula                                                       | Jil Teichmann             | Andrea Gámiz Eva Vedder                            |
| 29.04.  | Hammamet                                                                       | Hanne Vandewinkel         | Kaitlin Quevedo Ikumi Yamazaki                     |
| 29.04.  | Anapoima                                                                       | Darja Lodikowa            | Jazmín Ortenzi María José Portillo Ramírez         |
| 29.04.  | Yecla                                                                          | Amandine Hesse            | Adrienn Nagy Joëlle Steur                          |
| 29.04.  | Boca Raton                                                                     | Kajsa Rinaldo Persson     | Marija Kononowa Rasheeda McAdoo                    |
| 29.04.  | Nottingham                                                                     | Sonay Kartal              | Holly Hutchinson Ella McDonald                     |
| 29.04.  | Kuršumlijska Banja                                                             | Carmen Andreea Herea      | Anastasija Cvetković Darja Jessyptschuk            |
| 29.04.  | Antalya                                                                        | Aya El Aouni              | Laura Böhner Doğa Türkmen                          |
| 29.04.  | Osijek                                                                         | Amarissa Kiara Tóth       | Salma Drugdová Ivana Šebestová                     |
| 29.04.  | Varberg                                                                        | Caijsa Wilda Hennemann    | Sina Herrmann Marcelina Podlińska                  |
| 29.04.  | Monastir                                                                       | Marija Tkatschowa         | Hiromi Abe Natsuho Arakawa                         |

### Mai 2024
| Datum 1 | Turnierort                                                | Siegerin Einzel          | Siegerinnen Doppel                             |
| ------- | --------------------------------------------------------- | ------------------------ | ---------------------------------------------- |
| 06.05.  | Trnava Empire Tennis Academy Open 2024                    | Moyuka Uchijima          | Veronika Erjavec Tamara Zidanšek               |
| 06.05.  | Fukuoka Fukuoka International Women’s Tennis 2024         | Kimberly Birrell         | Rutuja Bhosale Paige Hourigan                  |
| 06.05.  | Prag Advantage Cars Prague Open 2024                      | Dominika Šalková         | Jaimee Fourlis Dominika Šalková                |
| 06.05.  | Lu’an Jin’an Open 2024                                    | Wang Meiling             | Tang Qianhui Zheng Wushuang                    |
| 06.05.  | Saint-Gaudens Open Saint-Gaudens 31 Occitanie 2024        | Claire Liu               | Émeline Dartron Tiantsoa Rakotomanga Rajaonah  |
| 06.05.  | Zephyrhills The Florida’s Sports Coast Open 2024          | Akasha Urhobo            | Justina Mikulskytė Christina Rosca             |
| 06.05.  | Sopo                                                      | Alice Tubello            | María José Portillo Ramírez Noelia Zeballos    |
| 06.05.  | Båstad                                                    | Berfu Cengiz             | Linea Bajraliu Bella Bergkvist Larsson         |
| 06.05.  | Castell-Platja d’Aro                                      | Audrey Albié             | Eleni Christofi Daniela Vismane                |
| 06.05.  | Kuršumlijska Banja                                        | Anja Stanković           | Jenny Dürst Daria Kuczer                       |
| 06.05.  | Monastir                                                  | Back Da-yeon             | Back Da-yeon María Herazo González             |
| 06.05.  | Antalya                                                   | Aya El Aouni             | Dia Ewtimowa Verena Meliss                     |
| 06.05.  | Bukarest                                                  | Lavinia Tănăsie          | Naïma Karamoko Stéphanie Visscher              |
| 06.05.  | Nova Gorica                                               | Gabriela Cé              | Hayu Kinoshita Tea Nikčević                    |
| 13.05.  | Madrid Open Villa de Madrid 2024                          | Moyuka Uchijima          | Destanee Aiava Eleni Christofi                 |
| 13.05.  | Zagreb Zagreb Ladies Open 2024                            | Tara Würth               | Céline Naef Laura Pigossi                      |
| 13.05.  | Kurume Kurume U.S.E Cup International Women’s Tennis 2024 | Emina Bektas             | Madeleine Brooks Sarah Beth Grey               |
| 13.05.  | Anning Kunming Open 2024                                  | Shi Han                  | Haley Giavara Li Yu-yun                        |
| 13.05.  | Villach W35 Villach 2024                                  | Tatiana Pieri            | Aneta Kučmová Nika Radišić                     |
| 13.05.  | Monzón                                                    | Sonay Kartal             | Ana Candiotto Tiphanie Lemaître                |
| 13.05.  | Bethany Beach                                             | Kajsa Rinaldo Persson    | Kayla Cross Jaeda Daniel                       |
| 13.05.  | Toyama                                                    | Kayo Nishimura           | Hiromi Abe Anri Nagata                         |
| 13.05.  | Kuršumlijska Banja                                        | Ariana Geerlings         | Natalija Senić Nina Stojanović                 |
| 13.05.  | Kranjska Gora                                             | Laura Samson             | Ivana Šebestová Linda Ševčíková                |
| 13.05.  | Monastir                                                  | Jekaterina Chairutdinowa | Ella McDonald Talia Neilson Gatenby            |
| 13.05.  | Antalya                                                   | Duru Söke                | Jekaterina Agurejewa Felizata Dorofejewa-Rybas |
| 20.05.  | Grado Città di Grado Tennis Cup 2024                      | Francesca Jones          | Jessie Aney Lena Papadakis                     |
| 20.05.  | Otočec Krka Open Otočec 2024                              | Anouk Koevermans         | Ekaterine Gorgodse Walerija Strachowa          |
| 20.05.  | Goyang ITF NH Bank International Women's Tennis Tour 2024 | Hanna Chang              | Eudice Chong Liang En-shuo                     |
| 20.05.  | Annenheim W35 Annenheim 2024                              | Marie Benoît             | Laura Hietaranta Elena Malõgina                |
| 20.05.  | Kuršumlijska Banja                                        | Lola Radivojević         | Xenija Laskutowa Radka Zelníčková              |
| 20.05.  | Santo Domingo                                             | Victoria Hu              | Alexandra Bozovic Wong Hong-yi                 |
| 20.05.  | Estepona                                                  | Jacqueline Cabaj Awad    | Jacqueline Cabaj Awad Marie Weckerle           |
| 20.05.  | Fukui                                                     | Mio Mushika              | Hiromi Abe Anri Nagata                         |
| 20.05.  | Bukarest                                                  | Emily Welker             | Stefania Bojica Cara Maria Meșter              |
| 20.05.  | Bol                                                       | Laura Samson             | Marie Mettraux Stéphanie Visscher              |
| 20.05.  | Monastir                                                  | Ella McDonald            | Angella Okutoyi Merna Refaat                   |
| 27.05.  | Brescia Internazionali Femminili di Brescia 2024          | Katarina Sawazka         | Yvonne Cavalle-Reimers Aurora Zantedeschi      |
| 27.05.  | Otočec BTC City Open Otočec 2024                          | Barbora Palicová         | Ekaterine Gorgodse Walerija Strachowa          |
| 27.05.  | Montemor-o-Novo Montemor Ladies Open I 2024               | Lucrezia Stefanini       | Madeleine Brooks Eudice Chong                  |
| 27.05.  | Troisdorf ITF Ladies NRW International 2024               | Berfu Cengiz             | Raluca Șerban Anca Todoni                      |
| 27.05.  | Klagenfurt W35 Klagenfurt 2024                            | Marie Benoît             | Aneta Kučmová Nika Radišić                     |
| 27.05.  | Santo Domingo                                             | Victoria Hu              | Julia Garcia Ana Carmen Zamburek               |
| 27.05.  | Changwon                                                  | Hanna Chang              | Paige Hourigan Erika Sema                      |
| 27.05.  | La Marsa                                                  | Manon Léonard            | Magali Kempen Lara Salden                      |
| 27.05.  | Galați                                                    | Cristina Díaz Adrover    | Victoria Bosio Patricia Maria Țig              |
| 27.05.  | Bol                                                       | Sina Herrmann            | Denisa Hindová Aneta Laboutková                |
| 27.05.  | Monastir                                                  | Daria Frayman            | Xiao Zhenghua Xu Jiayu                         |
| 27.05.  | Kuršumlijska Banja                                        | Andreea Prisăcariu       | Karola Patricia Bejenaru Inès Ibbou            |
| 27.05.  | Tokio                                                     | Akiko Ōmae               | Hiromi Abe Kanako Morisaki                     |
| 27.05.  | Rio Claro                                                 | Jazmín Ortenzi           | Rebeca Pereira Camila Romero                   |
| 27.05.  | San Diego                                                 | Gabriella Broadfoot      | Haley Giavara Kelly Keller                     |

### Juni 2024
| Datum 1 | Turnierort                                                       | Siegerin Einzel         | Siegerinnen Doppel                             |
| ------- | ---------------------------------------------------------------- | ----------------------- | ---------------------------------------------- |
| 3.6.    | Surbiton Lexus Surbiton Trophy 2024/Damen                        | Alison Van Uytvanck     | Emina Bektas Aleksandra Krunić                 |
| 3.6.    | Sumter Palmetto Pro Open 2024                                    | Carson Branstine        | Alicia Herrero Liñana Melany Solange Krywoj    |
| 3.6.    | Caserta Internazionali Femminili di Tennis Città di Caserta 2024 | Leyre Romero Gormaz     | Yuliana Lizarazo Despina Papamichail           |
| 3.6.    | Montemor-o-Novo Montemor Ladies Open II 2024                     | Eudice Chong            | Elena Micic Alana Parnaby                      |
| 3.6.    | La Marsa La Marsa Women’s Tennis Tour 2024                       | Gao Xinyu               | Aglaja Fjodorowa Kira Pawlowa                  |
| 3.6.    | Kuršumlijska Banja                                               | Nina Stojanović         | Mana Kawamura Yūki Naitō                       |
| 3.6.    | Daegu                                                            | Back Da-yeon            | Ayano Shimizu Kisa Yoshioka                    |
| 3.6.    | Banja Luka                                                       | Živa Falkner            | Denisa Hindová Vittoria Modesti                |
| 3.6.    | Maringá                                                          | Jazmín Ortenzi          | Jazmín Ortenzi Lucciana Pérez Alarcón          |
| 3.6.    | Kawaguchi                                                        | Aoi Ito                 | Mao Mushika Mio Mushika                        |
| 3.6.    | San Diego                                                        | Sara Daavettila         | Carolyn Campana Lisa Zaar                      |
| 3.6.    | Monastir                                                         | Janice Tjen             | Leena Bennetto Janice Tjen                     |
| 3.6.    | Madrid                                                           | Lucie Nguyen Tan        | Holly Hutchinson Ella McDonald                 |
| 3.6.    | Santo Domingo                                                    | Antonia Schmidt         | Julia Garcia Sofia Camila Rojas                |
| 3.6.    | Focșani                                                          | Patricia Maria Țig      | Kateřina Mandelíková Briana Szabó              |
| 10.6.   | Biarritz Engie Open de Biarritz Pays Basque 2024                 | Sara Saito              | Irina Bara Andreea Mitu                        |
| 10.6.   | Guimarães Guimarães Ladies Open 2024                             | Francisca Jorge         | Sophie Chang Rasheeda McAdoo                   |
| 10.6.   | Taizhou W50 Taizhou 2024                                         | Shi Han                 | Cho I-hsuan Cho Yi-tsen                        |
| 10.6.   | Danzig                                                           | Barbora Palicová        | Karolína Kubáňová Renata Voráčová              |
| 10.6.   | Kuršumlijska Banja                                               | Caijsa Wilda Hennemann  | Xenija Laskutowa Alexandra Schubladse          |
| 10.6.   | Norges-la-Ville                                                  | Alina Granwehr          | Jekaterina Owtscharenko Kristiana Sidorowa     |
| 10.6.   | Monastir                                                         | Janice Tjen             | Katarína Kužmová Marija Tkatschowa             |
| 10.6.   | San Diego                                                        | Fiona Crawley           | Başak Eraydın Anita Sahdijewa                  |
| 10.6.   | Santo Domingo                                                    | Olivia Lincer           | Raphaëlle Lacasse Ana Carmen Zamburek          |
| 10.6.   | Tokio                                                            | Rina Saigō              | Akari Inoue Michika Ozeki                      |
| 10.6.   | Madrid                                                           | Kaitlin Quevedo         | María Herazo González Francesca Pace           |
| 17.6.   | Ilkley Lexus Ilkley Trophy 2024/Damen                            | Rebecca Marino          | Kristina Mladenovic Elena-Gabriela Ruse        |
| 17.6.   | Olmütz Olomouc Open 2024                                         | Anna Bondár             | Amina Anschba Valentini Grammatikopoulou       |
| 17.6.   | Ystad Swedish Ladies 2024                                        | Berfu Cengiz            | Marie Benoît Lesley Pattinama Kerkhove         |
| 17.6.   | Wichita                                                          | Cadence Brace           | Alicia Herrero Liñana Melany Solange Krywoj    |
| 17.6.   | Taipeh                                                           | Himeno Sakatsume        | Eri Shimizu Ikumi Yamazaki                     |
| 17.6.   | Tauste                                                           | Melisa Ercan            | Rutuja Bhosale Tian Fangran                    |
| 17.6.   | Luzhou                                                           | Anastassija Solotarjowa | Huang Yujia Xiao Zhenghua                      |
| 17.6.   | Bukarest                                                         | Georgia Crăciun         | Iwa Iwanowa Mia Slama                          |
| 17.6.   | Rancho Santa Fe                                                  | Julieta Pareja          | Anna Campana Carolyn Campana                   |
| 17.6.   | Monastir                                                         | Janice Tjen             | Julia Adams Leena Bennetto                     |
| 17.6.   | Kuršumlijska Banja                                               | Alexandra Schubladse    | Natalija Senić Anja Stanković                  |
| 17.6.   | Hillcrest                                                        | Matilde Mariani         | Matilde Mariani Beatrice Stagno                |
| 24.6.   | Doksy – Staré Splavy Mácha Lake Open 2024                        | Tereza Valentová        | Maja Chwalińska Anastasia Dețiuc               |
| 24.6.   | Palma del Río Open Generali Ciudad de Palma del Río 2024         | Linda Klimovičová       | Martyna Kubka Lara Salden                      |
| 24.6.   | Taipeh                                                           | Vaidehi Chaudhari       | Cho I-hsuan Cho Yi-tsen                        |
| 24.6.   | Klosters W35 Klosters 2024                                       | Gina Feistel            | Jenny Dürst Nina Vargová                       |
| 24.6.   | Tarvis                                                           | Nuria Brancaccio        | Anastassija Suchotina Anna Syrjanowa           |
| 24.6.   | Périgueux                                                        | Emma Léné               | Mariana Dražić Alewtina Ibragimowa             |
| 24.6.   | Alkmaar                                                          | Fabienne Gettwart       | Michaëlla Krajicek Sarah van Emst              |
| 24.6.   | Kamen                                                            | Stéphanie Visscher      | Josy Daems Anastassija Firman                  |
| 24.6.   | Los Angeles                                                      | Sahaja Yamalapalli      | Anita Sahdijewa Stefani Webb                   |
| 24.6.   | Monastir                                                         | Anastassija Gassanowa   | Wladislawa Andrejewskaja Anastassija Gassanowa |
| 24.6.   | Kuršumlijska Banja                                               | Natalija Senić          | Laura Cíleková Natália Kročková                |
| 24.6.   | Hillcrest                                                        | Isabella Kruger         | Matilde Mariani Beatrice Stagno                |
| 24.6.   | Tianjin                                                          | Yang Yidi               | Kim Da-bin Kim Na-ri                           |
| 24.6.   | Hongkong                                                         | Priska Madelyn Nugroho  | Hiromi Abe Saki Imamura                        |